# Raissac-sur-Lampy
Raissac-sur-Lampy  ist eine französische Gemeinde mit 466 Einwohnern (Stand 1. Januar 2022) im Département Aude in der Region Okzitanien. Sie gehört zum Arrondissement Carcassonne und zum Kanton La Malepère à la Montagne Noire.

## Nachbargemeinden
Nachbargemeinden von Raissac-sur-Lampy sind Montolieu im Nordosten, Alzonne im Südosten, Bram im Südwesten und Saint-Martin-le-Vieil im Nordwesten.

## Bevölkerungsentwicklung
| Jahr      | 1962 | 1968 | 1975 | 1982 | 1990 | 1999 | 2017 |
| Einwohner | 189  | 176  | 196  | 206  | 190  | 211  | 456  |